# بیساین‌خان
بیساین‌خان (به لاتین: Bisainkhan) یک روستا در بنگلادش است که در استان باریسال و در ناحیه پیروج‌پور واقع شده‌است.